# کیو ایست، ویکتوریا
کیو ایست (به انگلیسی: Kew East) یک حومه شهر در استرالیا است که در ویکتوریا (استرالیا) واقع شده‌است.